# حیفا
حیفا (به عبری: חֵיפָה، تلفظ: [ˈχajfa]؛ به عربی: حَیْفَا، تلفظ: حَیفا)  شهری در شمال اسرائیل، مرکز استان حیفا و پس از اورشلیم و تل‌آویو است که در سال ۲۰۲۲ جمعیتی بالغ بر ۲۹۰٬۳۰۶ نفر داشت. شهر حیفا از یک سوی در کرانه دریای مدیترانه و از سوی دیگر در دامنه کوه کرمل واقع شده است.شهر حیفا بخشی از منطقه کلان‌شهری حیفا را تشکیل می‌دهد که سومین منطقه کلان‌شهری پرجمعیت اسرائیل است. این شهر میزبان مرکز جهانی بهائی است و به عنوان یک میراث جهانی یونسکو و مقصدی برای زیارت بهائیان شناخته می‌شود.
حیفا که بر دامنه‌های کوه کرمل ساخته شده، تاریخچه‌ای بیش از ۳٬۰۰۰ سال دارد. قدیمی‌ترین سکونتگاه شناخته شده در این منطقه، تل ابو هوام، یک شهر بندری کوچک بود که در اواخر عصر برنز (قرن ۱۴ قبل از میلاد) تأسیس شد. در قرن سوم میلادی، حیفا به عنوان یک مرکز رنگرزی شناخته می‌شد. در طول هزاره‌ها، منطقه حیفا دست به دست شده و توسط کنعانیان، اسرائیلی‌ها، فنیقی‌ها، آشوری‌ها، بابلی‌ها، پارسیان، حشمونیان، رومی‌ها، بیزانسی‌ها، اعراب، صلیبیون، عثمانی‌ها و بریتانیایی‌ها فتح و حکمرانی شده است. در جریان نبرد حیفا در جنگ ۱۹۴۸ فلسطین، اکثر جمعیت غالباً عرب شهر فرار کردند یا اخراج شدند. در همان سال، این شهر بخشی از کشور تازه تأسیس اسرائیل شد.
از سال ۲۰۱۶، این شهر یک بندر مهم واقع در ساحل مدیترانه‌ای اسرائیل در خلیج حیفا است که مساحتی برابر با ۶۳٫۷ کیلومتر مربع را پوشش می‌دهد. حیفا حدود ۹۰ کیلومتر شمال تل‌آویو قرار دارد و مرکز منطقه‌ای اصلی شمال اسرائیل است. دو مؤسسه آکادمیک معتبر، دانشگاه حیفا و تکنیون - انستیتو فناوری اسرائیل (قدیمی‌ترین و برترین دانشگاه هم در اسرائیل و هم در خاورمیانه) در حیفا قرار دارند. علاوه بر این، بزرگ‌ترین مدرسه K-12 اسرائیل، مدرسه رئالی عبری، نیز در این شهر واقع شده است. این شهر نقش مهمی در اقتصاد اسرائیل ایفا می‌کند. حیفا میزبان متام، یکی از قدیمی‌ترین و بزرگ‌ترین پارک‌های فناوری کشور است. همچنین تا قبل از افتتاح قطار سبک تل‌آویو، حیفا تنها شهر دارای سیستم حمل و نقل سریع زیرزمینی در اسرائیل بود که به نام کارملیت شناخته می‌شود. خلیج حیفا مرکز صنایع سنگین، پالایش نفت و فرآوری شیمیایی است. حیفا قبلاً به عنوان پایانه غربی خط لوله نفت از عراق از طریق اردن عمل می‌کرد. این شهر یکی از شهرهای مختلط اسرائیل است، با جمعیت عرب-اسرائیلی حدود ۱۰٪.

## تاریخچه
شهر حیفا در طول تاریخ توسط امپراتوری‌های قدرتمند و حکومت‌هایی چون فنیقی‌ها، شاهنشاهی ایران، حشمونی‌ها، پادشاهی یهودا، امپراتوری روم شرقی، اعراب مسلمان، صلیبی‌ها، امپراتوری عثمانی، بریتانیایی‌ها و نهایتاً اسرائیل دست به دست شده است.
شهر حیفا از نخستین شهرها در خاورمیانه بود که از طریق وصل شدن به خط راه‌آهن حجاز، متصل به شبکه راه‌آهن ریلی شد.

## فرهنگ

### هنر و فرهنگ
علی‌رغم تصویرش به عنوان یک شهر بندری و صنعتی، حیفا قطب فرهنگی شمال اسرائیل است. در دهه ۱۹۵۰، شهردار آبا هوشی تلاش ویژه‌ای برای تشویق نویسندگان و شاعران به نقل مکان به این شهر انجام داد و تئاتر حیفا را تأسیس کرد که یک تئاتر رپرتوار و اولین تئاتر شهرداری تأسیس شده در کشور بود. تئاتر اصلی عربی که به جمعیت عرب شمال خدمات می‌دهد، تئاتر المیدان است. سایر تئاترهای شهر شامل مرکز هنرهای نمایشی کریگر و مرکز هنر و فرهنگ راپاپورت هستند. مرکز کنگره میزبان نمایشگاه‌ها، کنسرت‌ها و رویدادهای ویژه است.
ارکستر سمفونیک جدید حیفا، که در سال ۱۹۵۰ تأسیس شد، بیش از ۵٬۰۰۰ مشترک دارد.در سال ۲۰۰۴، ۴۹٬۰۰۰ نفر در کنسرت‌های آن شرکت کردند. سینماتک حیفا، که در سال ۱۹۷۵ تأسیس شد، میزبان جشنواره سالانه بین‌المللی فیلم حیفا در روزهای میانی تعطیلات سوکوت است. حیفا ۲۹ سینما دارد. این شهر یک روزنامه محلی به نام یدیعوت حیفا منتشر می‌کند و ایستگاه رادیویی خود به نام رادیو حیفا را دارد. روزنامه‌های عربی زبان اسرائیلی الاتحاد و المدینه نیز در حیفا مستقر هستند. در دهه ۱۹۹۰، حیفا میزبان جشنواره راک و بلوز حیفا بود که در آن باب دیلن، نیک کیو، بلر و پی جی هاروی حضور داشتند. آخرین جشنواره در سال ۱۹۹۵ با حضور شریل کرو، سوئد و فیث نو مور برگزار شد.

#### موزه‌ها
حیفا بیش از یک دوازده موزه دارد. محبوب‌ترین موزه، موزه ملی علوم، فناوری و فضای اسرائیل است که در سال ۲۰۰۴ نزدیک به ۱۵۰٬۰۰۰ بازدیدکننده داشت. این موزه در ساختمان تاریخی تخنیون در محله هدر واقع شده است. موزه هنر حیفا مجموعه‌ای از هنر مدرن و کلاسیک را در خود جای داده و همچنین نمایشگاه‌هایی دربارهٔ تاریخ حیفا دارد. موزه تیکوتین هنر ژاپنی تنها موزه در خاورمیانه است که منحصراً به هنر ژاپنی اختصاص دارد. سایر موزه‌های حیفا شامل موزه پیش از تاریخ، موزه ملی دریانوردی و موزه شهر حیفا، موزه هخت، موزه باستان‌شناسی داگون برای فرآوری غلات، موزه راه‌آهن، موزه مهاجرت مخفیانه و دریایی، موزه صنعت نفت اسرائیل و خانه هنرمندان شاگال است.
به عنوان بخشی از کمپین خود برای آوردن فرهنگ به حیفا، شهردار آبا هوشی ساختمانی در کوه کرمل را در اختیار هنرمند مانه-کاتز قرار داد تا مجموعه یهودیکای خود را که اکنون یک موزه است، در آن جای دهد. خانه و استودیوی سابق هنرمند هرمان استراک اکنون موزه هرمان استراک است. باغ وحش آموزشی حیفا در پارک گان هاعم مجموعه کوچکی از حیوانات از جمله خرس‌های قهوه‌ای سوری را در خود جای داده که اکنون در اسرائیل منقرض شده‌اند. در داخل باغ وحش، مؤسسه زیست‌شناسی خانه پینهاس قرار دارد. در نزدیکی حیفا، در کرمل، "های-بار" ("حیات وحش") شمالی توسط سازمان پارک‌ها و ذخایر اسرائیل اداره می‌شود که هدف آن پرورش و معرفی مجدد گونه‌های منقرض شده از اسرائیل مانند گوزن زرد ایرانی است.

## زندگی روزمره

### امکانات پزشکی
امکانات پزشکی حیفا در مجموع دارای ۴٬۰۰۰ تخت بیمارستانی است. بزرگ‌ترین بیمارستان، بیمارستان دولتی رامبام است که ۹۰۰ تخت دارد و در سال ۲۰۰۴، ۷۸٬۰۰۰ پذیرش داشته است.مرکز پزشکی بنای زیون و بیمارستان کرمل هر کدام ۴۰۰ تخت دارند. سایر بیمارستان‌های شهر شامل بیمارستان ایتالیایی، بیمارستان الیشا (۱۰۰ تخت)، مرکز پزشکی هورف (۳۶ تخت) و رامات مارپ (۱۸ تخت) هستند. حیفا دارای ۲۰ مرکز سلامت خانواده است. در سال ۲۰۰۴، در مجموع ۱۷۷٬۴۷۸ پذیرش بیمارستانی انجام شده است.
مرکز پزشکی رامبام در طول جنگ دوم لبنان در سال ۲۰۰۶ در خط مستقیم آتش قرار داشت و مجبور شد اقدامات احتیاطی ویژه‌ای برای محافظت از بیمارانش انجام دهد. بخش‌های کاملی از بیمارستان به پناهگاه‌های بزرگ زیرزمینی منتقل شدند.

### آموزش و پرورش
حیفا میزبان دو دانشگاه معتبر بین‌المللی و چندین داشکده است. دانشگاه حیفا، که در سال ۱۹۶۳ تأسیس شد، در بالای کوه کرمل قرار دارد. این پردیس توسط اسکار نیمایر، معمار برازیلیا و مقر سازمان ملل متحد در نیویورک، طراحی شده است. طبقه بالای برج ۳۰ طبقه اشکول، چشم‌اندازی پانورامیک از شمال اسرائیل ارائه می‌دهد. موزه هخت، با مجموعه‌های مهم باستان‌شناسی و هنری، در پردیس دانشگاه حیفا قرار دارد.
تخنیون - انستیتو فناوری اسرائیل، در سال ۱۹۱۲ تأسیس شد و اولین مؤسسه آموزش عالی شد که زبان تدریس در آن عبری است. این مؤسسه دارای ۱۸ دانشکده و ۴۲ مؤسسه تحقیقاتی است. ساختمان اصلی آن اکنون میزبان موزه ملی علوم، فناوری و فضای اسرائیل، معروف به مداتک است.
مدرسه رئالی عبری در سال ۱۹۱۳ تأسیس شد. این بزرگ‌ترین مدرسه از کلاس تهیه تا دبیرستان در اسرائیل است، با ۴٬۰۰۰ دانش‌آموز در ۷ شعبه در سراسر شهر.
اولین دبیرستان فنی در اسرائیل، بوسمات، در سال ۱۹۳۳ در حیفا تأسیس شد. این مدرسه وابسته به تخنیون بود. به دلیل مشکلات مالی، در سال ۲۰۰۷ بسته شد و بعداً به عنوان بخشی از شبکه موفت، که توسط معلمان علوم از مهاجرت پس از فروپاشی شوروی در دهه ۱۹۹۰ آغاز شده بود، مجدداً تأسیس شد.
سایر مؤسسات آکادمیک در حیفا عبارتند از کالج تربیت معلم گوردون و کالج معلمان مذهبی شاعنان، آکادمی طراحی و آموزش ویزو حیفا،و کالج طراحی تیلتان. کالج مدیریت میخلالا لمینهال و دانشگاه آزاد اسرائیل شعبه‌هایی در حیفا دارند. این شهر همچنین دارای یک کالج پرستاری و مدرسه مهندسی عملی P.E.T است.
در میان مؤسسات آموزش عالی اسرائیل، دانشگاه حیفا بالاترین درصد (۴۱٪) دانشجویان عرب-اسرائیلی را دارد.تخنیون اسرائیل انستیتو فناوری دومین درصد بالا (۲۲٫۲٪) از دانشجویان عرب-اسرائیلی را دارد.
از سال ۲۰۰۶–۰۷، حیفا دارای ۷۰ مدرسه ابتدایی، ۲۳ مدرسه راهنمایی، ۲۸ دبیرستان آکادمیک و ۸ دبیرستان فنی و حرفه‌ای بود. ۵٬۱۳۳ دانش‌آموز در کودکستان‌های شهرداری، ۲۰٬۰۸۱ در مدارس ابتدایی، ۷٬۹۱۱ در مدارس راهنمایی، ۸٬۰۷۲ در دبیرستان‌های آکادمیک، ۲٬۶۴۶ در دبیرستان‌های فنی و حرفه‌ای، و ۲٬۰۶۸ در دبیرستان‌های جامع منطقه‌ای حضور داشتند. ۸۶٪ از دانش‌آموزان در مدارس عبری‌زبان و ۱۴٪ در مدارس عربی تحصیل می‌کردند. ۵٪ در آموزش ویژه بودند. در سال ۲۰۰۴، حیفا دارای ۱۶ کتابخانه شهرداری با ۳۶۷٬۳۲۳ کتاب بود.
دو مدرسه معتبر عربی در حیفا عبارتند از مدرسه ارتدوکس، که توسط کلیسای ارتدوکس یونانی اداره می‌شود، و مدرسه راهبه‌های ناصره، یک مؤسسه کاتولیک. حدود ۷۰٪ از دانش‌آموزان عرب در حیفا (مسیحیان، مسلمانان و دروزی‌ها) در مدارس مسیحی (۶ مدرسه) که در شهر یافت می‌شوند، تحصیل می‌کنند.

### ورزش
مکابی حیفا نام تیم فوتبال شهر حیفا است.

## مناطق
منطقه پل پاز، در شمال شرقی حیفا واقع شده است.

### حومه
دروزها در بسیاری از روستاهای اطراف حیفا زندگی می‌کنند.

### باغ‌های بهائی

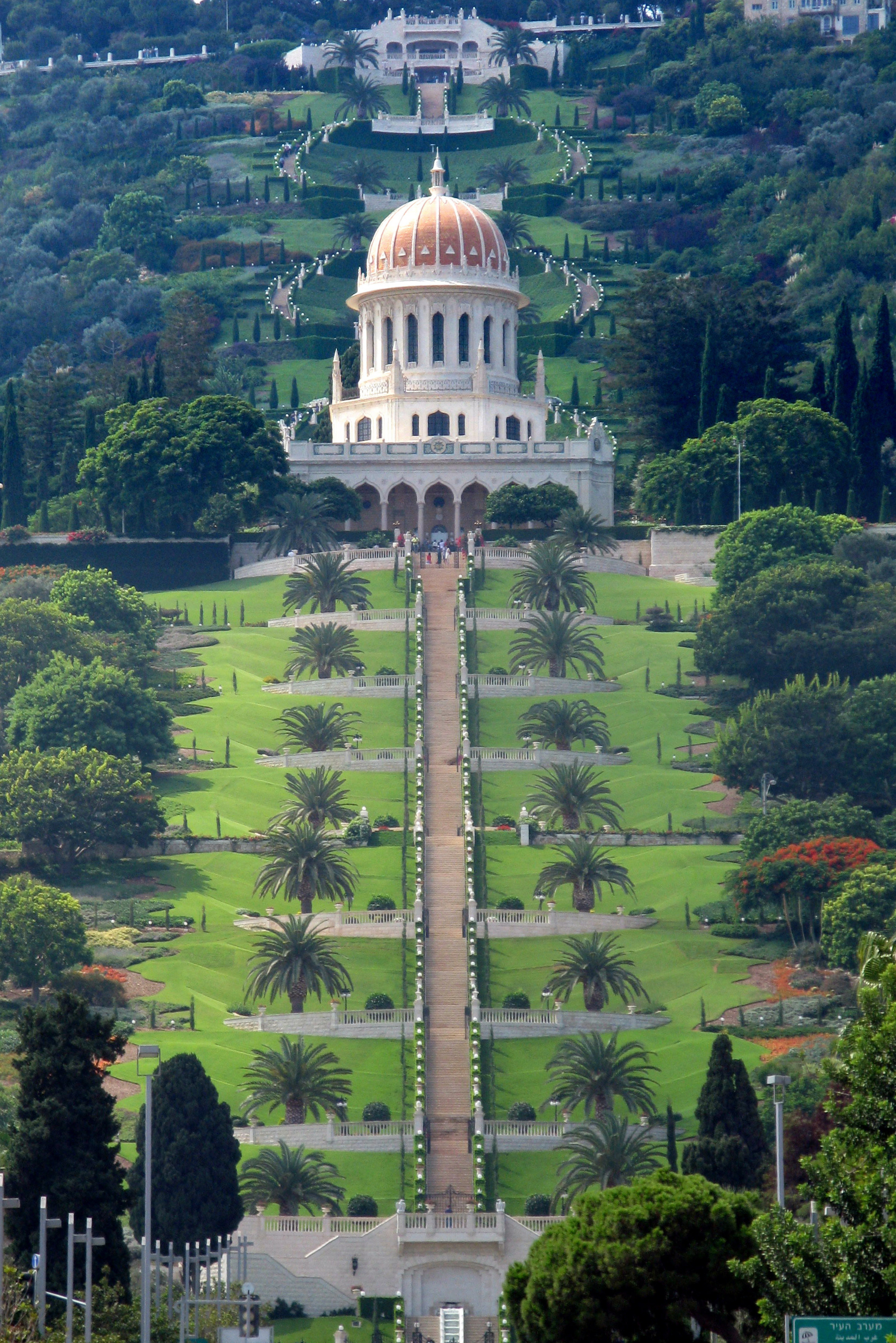
باغ‌های بهایی که در اسرائیل به باغ ایرانی معروف هستند، در فهرست میراث فرهنگی جهانی جای دارند.

باغ‌ها و ساختمان‌های مرکز جهانی بهایی در شهر حیفا واقع شده‌اند. در وسط شهر حیفا و بر دامنه کوه کرمل، مقبره سید علی‌محمد باب قرار دارد.
بیت‌العدل اعظم، عالی‌ترین مقام تصمیم‌گیری در دین بهایی از سال ۱۹۶۳ میلادی، در شهر حیفا مستقر است.

## امکانات شهری
متروی حیفا نقش مهمی در ترابری شهر حیفا را برعهده دارد. متروی کابلی حیفا اولین قطار شهری در خاورمیانه بود که در سال ۱۹۵۹ میلادی، به بهره‌برداری رسید.
فرودگاه بین‌المللی حیفا، یکی از فرودگاه‌های بین‌المللی اسرائیل است که در شرق شهر حیفا واقع شده است.

## شهرهای خواهرخوانده
شهرهای خواهرخوانده حیفا:
- مارسی (۱۹۶۲)
- پورتسموث (۱۹۶۲)
- منطقه هکنی لندن (۱۹۶۸)
- مانیل (۱۹۷۱)
- سان فرانسیسکو (۱۹۷۳)
- آلبور (۱۹۷۳)
- کیپ‌تاون (۱۹۷۵)
- برمن (۱۹۷۸)
- نیوکاسل (۱۹۷۹)
- آنتورپ (۱۹۸۶)
- ماینتس (۱۹۸۷)
- دوسلدورف (۱۹۸۸)
- روساریو (۱۹۸۸)
- اودسا (۱۹۹۲)
- شانگهای (۱۹۹۴)
- لیماسول (۲۰۰۰)
- فورت لادردیل (۲۰۰۲)
- ارفورت (۲۰۰۵)
- مانهایم (۲۰۰۵)
- شنژن (۲۰۱۲)
- چنگدو (۲۰۱۳)
- شانتو (۲۰۱۵)